# Beerschot Voetbalclub Antwerpen in het seizoen 2020/21
Dit artikel beschrijft de prestaties van de Belgische voetbalclub Beerschot Voetbalclub Antwerpen in het seizoen 2020–2021.

## Spelerskern en statistieken
| Nr.           | Naam                  | Nat.                              | Geboortedatum | Competitie | Competitie | Beker | Beker | Totaal | Totaal | Vorige club                |
| Nr.           | Naam                  | Nat.                              | Geboortedatum | W          |            | W     |       | W      |        | Vorige club                |
| ------------- | --------------------- | --------------------------------- | ------------- | ---------- | ---------- | ----- | ----- | ------ | ------ | -------------------------- |
| Keepers       |                       |                                   |               |            |            |       |       |        |        |                            |
| 1             | Wouter Biebauw        | Vlag van België                   | 21-05-1984    | 0          | 0          | 0     | 0     | 0      | 0      | KSV Roeselare              |
| 31            | Mike Vanhamel         | Vlag van België                   | 16-11-1989    | 34         | 0          | 1     | 0     | 35     | 0      | KV Oostende                |
| 72            | Antoine Lejoly        | Vlag van België                   | 26-03-1998    | 0          | 0          | 0     | 0     | 0      | 0      |                            |
| Verdedigers   |                       |                                   |               |            |            |       |       |        |        |                            |
| 2             | Jan Van den Bergh     | Vlag van België                   | 01-10-1994    | 28         | 4          | 1     | 0     | 29     | 4      | AA Gent                    |
| 3             | Denis Prychynenko     | Vlag van Duitsland                | 17-02-1992    | 16         | 1          | 1     | 0     | 17     | 1      | White Star Brussel         |
| 4             | Frédéric Frans        | Vlag van België                   | 03-01-1989    | 31         | 2          | 1     | 0     | 32     | 2      | Lierse Kempenzonen         |
| 6             | Dario Van den Buijs   | Vlag van België                   | 12-09-1995    | 18         | 0          | 0     | 0     | 18     | 0      | Heracles Almelo            |
| 15            | Pierre Bourdin        | Vlag van Frankrijk                | 06-01-1994    | 31         | 3          | 1     | 0     | 32     | 3      | Lierse SK                  |
| 24            | Jan Vorogovski        | Vlag van Kazachstan               | 07-08-1996    | 21         | 1          | 1     | 0     | 22     | 1      | Kairat Almaty              |
| 27            | Réda Halaïmia         | Vlag van Algerije                 | 28-08-1996    | 17         | 0          | 1     | 0     | 18     | 0      | MC Oran                    |
| 55            | Stipe Radić           | Vlag van Kroatië                  | 10-06-2000    | 9          | 1          | 1     | 0     | 10     | 1      | HNK Hajduk Split           |
| 79            | Ayrton Mboko          | Vlag van België                   | 23-10-1997    | 4          | 0          | 0     | 0     | 4      | 0      | Union Sint-Gillis          |
| 89            | Grégory Grisez        | Vlag van België                   | 17-08-1989    | 2          | 0          | 0     | 0     | 2      | 0      | KSV Roeselare              |
| Middenvelders |                       |                                   |               |            |            |       |       |        |        |                            |
| 5             | Joren Dom             | Vlag van België                   | 29-11-1989    | 26         | 2          | 0     | 0     | 26     | 2      | Antwerp FC                 |
| 8             | Raphael Holzhauser    | Vlag van Oostenrijk               | 16-02-1993    | 34         | 16         | 1     | 0     | 35     | 16     | Grasshopper Club Zürich    |
| 16            | Tom Pietermaat        | Vlag van België                   | 06-09-1992    | 30         | 0          | 1     | 0     | 31     | 0      | Racing Mechelen            |
| 17            | Brian De Keersmaecker | Vlag van België                   | 06-05-2000    | 0          | 0          | 0     | 0     | 0      | 0      |                            |
| 18            | Ryan Sanusi           | Vlag van België                   | 05-01-1992    | 32         | 1          | 1     | 0     | 33     | 1      | Grenoble Foot 38           |
| 19            | Keres Masangu         | Vlag van België                   | 07-03-2000    | 0          | 0          | 0     | 0     | 0      | 0      | AS Roma B                  |
| 21            | George Broadbent      | Vlag van Engeland                 | 30-09-2000    | 2          | 0          | 0     | 0     | 2      | 0      | Sheffield United           |
| 28            | Ismaila Coulibaly     | Vlag van Mali                     | 25-12-2000    | 22         | 5          | 1     | 0     | 23     | 5      | Sheffield United           |
| 37            | Isaac Matondo         | Vlag van België                   | 24-04-2000    | 0          | 0          | 0     | 0     | 0      | 0      |                            |
|               | Amara Camara          | Vlag van België · Vlag van Guinee | 19-02-2000    | 0          | 0          | 0     | 0     | 0      | 0      |                            |
|               | Irakli Bugridze       | Vlag van Georgië                  | 03-01-1998    | 0          | 0          | 0     | 0     | 0      | 0      | Tsjichoera Satsjchere      |
| Aanvallers    |                       |                                   |               |            |            |       |       |        |        |                            |
| 7             | Blessing Eleke        | Vlag van Nigeria                  | 05-03-1996    | 20         | 1          | 1     | 0     | 21     | 1      | FC Luzern                  |
| 9             | Marius Noubissi       | Vlag van Kameroen                 | 28-11-1996    | 16         | 4          | 0     | 0     | 16     | 4      | Ilves Tampere              |
| 10            | Musashi Suzuki        | Vlag van Japan                    | 11-02-1994    | 26         | 6          | 1     | 0     | 27     | 6      | Hokkaido Consadole Sapporo |
| 11            | Zakaria Bakkali       | Vlag van België                   | 26-01-1996    | 4          | 0          | 0     | 0     | 4      | 0      | RSC Anderlecht             |
| 22            | Abdoulie Sanyang      | Vlag van Gambia                   | 08-05-1999    | 19         | 0          | 1     | 0     | 20     | 0      | Superstars Academy FC      |
| 38            | David Mukuna-Trouet   | Vlag van België                   | 02-10-2001    | 7          | 0          | 0     | 0     | 7      | 0      |                            |
| 77            | Jorn Vancamp          | Vlag van België                   | 28-10-1998    | 0          | 0          | 0     | 0     | 0      | 0      | RSC Anderlecht             |
| 92            | Loris Brogno          | Vlag van België                   | 18-09-1992    | 16         | 3          | 0     | 0     | 16     | 3      | Sparta Rotterdam           |
| 99            | Felipe Micael         | Vlag van Brazilië                 | 03-07-2001    | 0          | 0          | 0     | 0     | 0      | 0      | Mirassol FC                |

### Technische staf
| Functie         | Naam          | Nationaliteit    |
| --------------- | ------------- | ---------------- |
| Coach           | Hernán Losada | Argentinië       |
| Assistent-coach | William Still | Engeland, België |
| Keeperstrainer  | Patrick Nys   | België           |

## Bestuur
| Functie             | Naam             | Nationaliteit |
| ------------------- | ---------------- | ------------- |
| Voorzitter          | Francis Vrancken | België        |
| Sportief manager    | Frank Staes      | België        |
| Secretaris-generaal | Walter Claes     | België        |

## Transfers

### Zomer 2020
| Naam                 | Nationaliteit             | Van/naar                   | Type               |
| -------------------- | ------------------------- | -------------------------- | ------------------ |
| Inkomend             |                           |                            |                    |
| Wouter Biebauw       | België                    | KSV Roeselare              | Transfervrij       |
| Ismaila Coulibaly    | Mali                      | Sheffield United           | Gehuurd            |
| Keres Masangu        | België                    | AS Roma B                  | Gekocht            |
| Musashi Suzuki       | Japan                     | Hokkaido Consadole Sapporo | Gekocht            |
| Blessing Eleke       | Nigeria                   | FC Luzern                  | Gekocht            |
| Abdoulie Sanyang     | Gambia                    | Superstars Academy FC      | Gehuurd            |
| Jan Van den Bergh    | België                    | AA Gent                    | Gekocht            |
| Dario Van den Buijs  | België                    | Heracles Almelo            | Transfervrij       |
| Uitgaand             |                           |                            |                    |
| Euloge Placca Fessou | Togo                      | Lierse Kempenzonen         | Verhuurd           |
| Alexander Maes       | België                    |                            | Contract ontbonden |
| Prince Ibara         | Congo-Kinshasa            | Neftçi Bakoe               | Verhuurd           |
| Dylan Saint-Louis    | Frankrijk, Congo-Kinshasa | Troyes AC                  | Contract ontbonden |
| Jarno De Smet        | België                    | Lierse Kempenzonen         | Verkocht           |
| Jordi Nolle          | België                    | Hoogstraten VV             | Verkocht           |
| Baptiste Aloé        | Frankrijk                 | FC Arouca                  | Contract ontbonden |
| Rubin Seigers        | België                    | KRC Genk                   | Einde huur         |

### Winter 2021
| Naam                | Nationaliteit | Van/naar         | Type     |
| ------------------- | ------------- | ---------------- | -------- |
| Inkomend            |               |                  |          |
| Stipe Radić         | Kroatië       | HNK Hajduk Split | Gekocht  |
| Zakaria Bakkali     | België        | RSC Anderlecht   | Gehuurd  |
| George Broadbent    | Engeland      | Sheffield United | Gehuurd  |
| Uitgaand            |               |                  |          |
| Tarik Tissoudali    | Nederland     | AA Gent          | Verkocht |
| Dario Van den Buijs | België        | Fortuna Sittard  | Verhuurd |

## Oefenwedstrijden
Hieronder een overzicht van de oefenwedstrijden die Beerschot in de aanloop naar en tijdens het seizoen 2020/21 speelt.

Tijdens de voorbereiding van het seizoen 2020/21 trekt Beerschot op stage naar Duitsland van 9 tot en met 17 juli.
| Datum      | Thuis/Uit | Tegenstander                  | Score | Doelpuntenmaker(s) Beerschot |
| ---------- | --------- | ----------------------------- | ----- | ---------------------------- |
| 03-07-2020 | uit       | AA Gent (Eerste klasse A)     | 1 - 0 |                              |
| 08-07-2020 | uit       | Club Brugge (Eerste klasse A) | 1 - 1 | 2' Noubissi 0-1              |
| 18-07-2020 | neutraal  | STVV (Eerste klasse A)        | 0 - 0 |                              |
| 25-07-2020 | thuis     | KV Kortrijk (Eerste klasse A) | 0 - 0 |                              |

## Jupiler Pro League

### Reguliere competitie

#### Wedstrijden
| Jupiler Pro League                                                                                     |                                                                                            |                                                             |                                                                        | |                                                                              |
| Wedstrijddetails                                                                                       | Thuisploeg                                                                                 | Uitslag                                                     | Uitploeg                                                               | Opstelling | Kaarten                                                                      |
| Heenronde                                                                                              |                                                                                            |                                                             |                                                                        | |                                                                              |
| 10 augustus 2020 19:00 Diaz Arena Oostende Ref.: Bram Van Driessche Toeschouwers: 0                    | KV Oostende                                                                                | 1 – 2                                                       | Beerschot                                                              | Vanhamel Prychynenko, Frans, Van den Buijs Dom, Sanusi, Holzhauser (89' Placca), Pietermaat, Bourdin Noubissi (90+3' Grisez), Tissoudali (78' Maes)                                              | 60' Prychynenko 83' Van den Buijs                                            |
| 10 augustus 2020 19:00 Diaz Arena Oostende Ref.: Bram Van Driessche Toeschouwers: 0                    | Vandendriessche 63'                                                                        | 0 – 1 1 – 1 1 – 2                                           | 1' Noubissi 74' Noubissi                                               | Vanhamel Prychynenko, Frans, Van den Buijs Dom, Sanusi, Holzhauser (89' Placca), Pietermaat, Bourdin Noubissi (90+3' Grisez), Tissoudali (78' Maes)                                              | 60' Prychynenko 83' Van den Buijs                                            |
| 16 augustus 2020 16:00 Olympisch Stadion Antwerpen Ref.: Bert Put Toeschouwers: 0                      | Beerschot                                                                                  | 3 – 1                                                       | Zulte Waregem                                                          | Vanhamel Prychynenko (75' Van den Buijs), Frans, Bourdin Dom, Sanusi, Holzhauser (90+2' Brogno), Pietermaat, Vorogovski Noubissi, Tissoudali (84' Eleke)                                         | 56' Sanusi 67' Pietermaat 90+2' Eleke                                        |
| 16 augustus 2020 16:00 Olympisch Stadion Antwerpen Ref.: Bert Put Toeschouwers: 0                      | Tissoudali 32' Holzhauser 68' Holzhauser 87'                                               | 1 – 0 1 – 1 2 – 1 3 – 1                                     | 57' Berahino                                                           | Vanhamel Prychynenko (75' Van den Buijs), Frans, Bourdin Dom, Sanusi, Holzhauser (90+2' Brogno), Pietermaat, Vorogovski Noubissi, Tissoudali (84' Eleke)                                         | 56' Sanusi 67' Pietermaat 90+2' Eleke                                        |
| 23 augustus 2020 16:00 Jan Breydelstadion Brugge Ref.: Alexandre Boucaut Toeschouwers: 0               | Club Brugge                                                                                | 0 – 1                                                       | Beerschot                                                              | Vanhamel Prychynenko, Frans, Bourdin Dom, Sanusi, Holzhauser (83' Van den Buijs), Pietermaat, Vorogovski (90+1' Van den Bergh) Noubissi, Tissoudali (59' Eleke)                                  |                                                                              |
| 23 augustus 2020 16:00 Jan Breydelstadion Brugge Ref.: Alexandre Boucaut Toeschouwers: 0               |                                                                                            | 0 – 1                                                       | 28' Holzhauser                                                         | Vanhamel Prychynenko, Frans, Bourdin Dom, Sanusi, Holzhauser (83' Van den Buijs), Pietermaat, Vorogovski (90+1' Van den Bergh) Noubissi, Tissoudali (59' Eleke)                                  |                                                                              |
| 30 augustus 2020 16:00 Olympisch Stadion Antwerpen Ref.: Nathan Verboomen Toeschouwers: 0              | Beerschot                                                                                  | 0 – 3                                                       | Standard Luik                                                          | Vanhamel Prychynenko (46' Halaïmia), Frans, Bourdin Dom, Sanusi (77' Suzuki), Holzhauser, Pietermaat, Vorogovski Noubissi, Tissoudali                                                            | 26' Sanusi 80' Vorogovski 83' Holzhauser                                     |
| 30 augustus 2020 16:00 Olympisch Stadion Antwerpen Ref.: Nathan Verboomen Toeschouwers: 0              |                                                                                            | 0 – 1 0 – 2 0 – 3                                           | 32' Avenatti 76' Lestienne 83' Oulare                                  | Vanhamel Prychynenko (46' Halaïmia), Frans, Bourdin Dom, Sanusi (77' Suzuki), Holzhauser, Pietermaat, Vorogovski Noubissi, Tissoudali                                                            | 26' Sanusi 80' Vorogovski 83' Holzhauser                                     |
| 14 september 2020 20:45 Olympisch Stadion Antwerpen Ref.: Frederik Geldhof Toeschouwers: 3.200         | Beerschot                                                                                  | 5 – 2                                                       | KRC Genk                                                               | Vanhamel Halaïmia, Frans, Van den Bergh (78' Vorogovski) Dom, Sanusi (83' Van den Buijs), Holzhauser, Pietermaat, Bourdin Noubissi, Tissoudali (67' Suzuki)                                      |                                                                              |
| 14 september 2020 20:45 Olympisch Stadion Antwerpen Ref.: Frederik Geldhof Toeschouwers: 3.200         | Holzhauser 12' Bourdin 49' Holzhauser 63' (pen.) Vorogovski 85' Noubissi 90'               | 1 – 0 1 – 1 2 – 1 3 – 1 3 – 2 4 – 2 5 – 2                   | 19' (pen.) Onuachu 76' (pen.) Dessers                                  | Vanhamel Halaïmia, Frans, Van den Bergh (78' Vorogovski) Dom, Sanusi (83' Van den Buijs), Holzhauser, Pietermaat, Bourdin Noubissi, Tissoudali (67' Suzuki)                                      |                                                                              |
| 18 september 2020 20:45 Stade du Pays de Charleroi Charleroi Ref.: Kevin Van Damme Toeschouwers: 4.706 | Charleroi                                                                                  | 3 – 1                                                       | Beerschot                                                              | Vanhamel Halaïmia, Frans, Vorogovski (63' Van den Buijs) Dom, Sanusi, Holzhauser, Pietermaat (63' Sanyang), Bourdin (63' Tissoudali) Noubissi, Suzuki                                            | 54' Sanusi                                                                   |
| 18 september 2020 20:45 Stade du Pays de Charleroi Charleroi Ref.: Kevin Van Damme Toeschouwers: 4.706 | Rezaei 29' Gholizadeh 55' Rezaei 87' (pen.)                                                | 1 – 0 2 – 0 3 – 0 3 – 1                                     | 90+1' Suzuki                                                           | Vanhamel Halaïmia, Frans, Vorogovski (63' Van den Buijs) Dom, Sanusi, Holzhauser, Pietermaat (63' Sanyang), Bourdin (63' Tissoudali) Noubissi, Suzuki                                            | 54' Sanusi                                                                   |
| 26 september 2020 16:15 Olympisch Stadion Antwerpen Ref.: Wesli De Cremer Toeschouwers: 3.200          | Beerschot                                                                                  | 3 – 2                                                       | Waasland-Beveren                                                       | Vanhamel Halaïmia (46' Pietermaat), Frans (74' Suzuki), Van den Buijs Dom, Sanusi, Holzhauser, Sanyang (75' Brogno), Bourdin Noubissi, Tissoudali                                                | 64' Noubissi                                                                 |
| 26 september 2020 16:15 Olympisch Stadion Antwerpen Ref.: Wesli De Cremer Toeschouwers: 3.200          | Tissoudali 42' Suzuki 79' Brogno 90+6'                                                     | 0 – 1 0 – 2 1 – 2 2 – 2 3 – 2                               | 11' Efford 14' Heymans                                                 | Vanhamel Halaïmia (46' Pietermaat), Frans (74' Suzuki), Van den Buijs Dom, Sanusi, Holzhauser, Sanyang (75' Brogno), Bourdin Noubissi, Tissoudali                                                | 64' Noubissi                                                                 |
| 4 oktober 2020 16:00 Ghelamco Arena Gent Ref.: Lothar D'hondt Toeschouwers: 7.995                      | AA Gent                                                                                    | 5 – 1                                                       | Beerschot                                                              | Vanhamel Prychynenko, Van den Buijs (46' Brogno), Van den Bergh Dom, Sanusi, Holzhauser (67' Noubissi), Coulibaly, Bourdin Suzuki, Tissoudali (80' Sanyang)                                      | 78' Dom                                                                      |
| 4 oktober 2020 16:00 Ghelamco Arena Gent Ref.: Lothar D'hondt Toeschouwers: 7.995                      | Yaremchuk 12' Yaremchuk 15' Depoitre 29' Depoitre 61' Samoise 79'                          | 1 – 0 2 – 0 3 – 0 4 – 0 5 – 0 5 – 1                         | 90+1' Coulibaly                                                        | Vanhamel Prychynenko, Van den Buijs (46' Brogno), Van den Bergh Dom, Sanusi, Holzhauser (67' Noubissi), Coulibaly, Bourdin Suzuki, Tissoudali (80' Sanyang)                                      | 78' Dom                                                                      |
| 17 oktober 2020 18:30 Olympisch Stadion Antwerpen Ref.: Jan Boterberg Toeschouwers: 3.200              | Beerschot                                                                                  | 6 – 3                                                       | STVV                                                                   | Vanhamel Dom, Frans, Van den Bergh Halaïmia (67' Van den Buijs), Sanusi, Holzhauser, Coulibaly, Vorogovski (69' Sanyang) Brogno, Tissoudali (76' Mukuna-Trouet)                                  |                                                                              |
| 17 oktober 2020 18:30 Olympisch Stadion Antwerpen Ref.: Jan Boterberg Toeschouwers: 3.200              | Holzhauser 2' Tissoudali 17' Holzhasuer 25' (pen.) Tissoudali 34' Brogno 40' Coulibaly 57' | 1 – 0 2 – 0 3 – 0 4 – 0 5 – 0 5 – 1 5 – 2 6 – 2 6 – 3       | 44' Filippov 49' Suzuki 74' Nazon                                      | Vanhamel Dom, Frans, Van den Bergh Halaïmia (67' Van den Buijs), Sanusi, Holzhauser, Coulibaly, Vorogovski (69' Sanyang) Brogno, Tissoudali (76' Mukuna-Trouet)                                  |                                                                              |
| 25 oktober 2020 13:30 Bosuilstadion Antwerpen Ref.: Jasper Vergoote Toeschouwers: 0                    | Antwerp                                                                                    | 3 – 2                                                       | Beerschot                                                              | Vanhamel Dom, Frans (90+1' Mukuna-Trouet), Van den Bergh Halaïmia (80' Sanyang), Coulibaly, Sanusi, Holzhauser, Vorogovski (85' Bourdin) Suzuki, Tissoudali                                      | 27' Van den Bergh 86' Sanyang                                                |
| 25 oktober 2020 13:30 Bosuilstadion Antwerpen Ref.: Jasper Vergoote Toeschouwers: 0                    | Refaelov 7' Juklerød 15' Mbokani 74'                                                       | 1 – 0 2 – 0 2 – 1 2 – 2 3 – 2                               | 25' Suzuki 73' Suzuki                                                  | Vanhamel Dom, Frans (90+1' Mukuna-Trouet), Van den Bergh Halaïmia (80' Sanyang), Coulibaly, Sanusi, Holzhauser, Vorogovski (85' Bourdin) Suzuki, Tissoudali                                      | 27' Van den Bergh 86' Sanyang                                                |
| 31 oktober 2020 16:15 Olympisch Stadion Antwerpen Ref.: Nicolas Laforge Toeschouwers: 0                | Beerschot                                                                                  | 4 – 2                                                       | OH Leuven                                                              | Vanhamel Dom, Frans, Van den Bergh Halaïmia, Coulibaly (75' Van den Buijs), Sanusi, Holzhauser (88' Prychynenko), Vorogovski (82' Bourdin) Suzuki, Tissoudali                                    | 32' Pietermaat 45' Coulibaly 56' Van den Bergh 74' Dom 78' Frans 79' Bourdin |
| 31 oktober 2020 16:15 Olympisch Stadion Antwerpen Ref.: Nicolas Laforge Toeschouwers: 0                | Tissoudali 21' Suzuki 26' Sanusi 62' Holzhauser 65'                                        | 0 – 1 1 – 1 2 – 1 3 – 1 4 – 1 4 – 2                         | 16' Mercier 82' (pen.) Henry                                           | Vanhamel Dom, Frans, Van den Bergh Halaïmia, Coulibaly (75' Van den Buijs), Sanusi, Holzhauser (88' Prychynenko), Vorogovski (82' Bourdin) Suzuki, Tissoudali                                    | 32' Pietermaat 45' Coulibaly 56' Van den Bergh 74' Dom 78' Frans 79' Bourdin |
| 7 november 2020 16:15 Guldensporenstadion Kortrijk Ref.: Jasper Vergoote Toeschouwers: 0               | KV Kortrijk                                                                                | 5 – 5                                                       | Beerschot                                                              | Vanhamel Dom, Frans, Van den Bergh, Vorogovski (31' Bourdin) Sanusi (74' Noubissi), Pietermaat, Holzhauser, Coulibaly Suzuki (82' Halaïmia), Tissoudali                                          | 28' Vorogovski 43' Sanusi                                                    |
| 7 november 2020 16:15 Guldensporenstadion Kortrijk Ref.: Jasper Vergoote Toeschouwers: 0               | Jonckheere 1' Selemani 8' Mboyo 57' (pen.) Guèye 68' Sainsbury 90+5'                       | 1 – 0 2 – 0 2 – 1 2 – 2 2 – 3 3 – 3 4 – 3 4 – 4 4 – 5 5 – 5 | 39' Bourdin 49' (pen.) Holzhauser 50' Tissoudali 74' Bourdin 88' Frans | Vanhamel Dom, Frans, Van den Bergh, Vorogovski (31' Bourdin) Sanusi (74' Noubissi), Pietermaat, Holzhauser, Coulibaly Suzuki (82' Halaïmia), Tissoudali                                          | 28' Vorogovski 43' Sanusi                                                    |
| 22 november 2020 13:30 Olympisch Stadion Antwerpen Ref.: Alexandre Boucaut Toeschouwers: 0             | Beerschot                                                                                  | 2 – 1                                                       | Anderlecht                                                             | Vanhamel Dom (45' Halaïmia), Frans, Van den Bergh, Bourdin (40' Van den Buijs) Sanusi, Pietermaat, Holzhauser, Coulibaly Suzuki (80' Eleke), Tissoudali                                          | 42' Frans 70' Tissoudali                                                     |
| 22 november 2020 13:30 Olympisch Stadion Antwerpen Ref.: Alexandre Boucaut Toeschouwers: 0             | Coulibaly 29' Holzhauser 50'                                                               | 1 – 0 2 – 0 2 – 1                                           | 87' Nmecha                                                             | Vanhamel Dom (45' Halaïmia), Frans, Van den Bergh, Bourdin (40' Van den Buijs) Sanusi, Pietermaat, Holzhauser, Coulibaly Suzuki (80' Eleke), Tissoudali                                          | 42' Frans 70' Tissoudali                                                     |
| 29 november 2020 13:30 AFAS-stadion Achter de Kazerne Mechelen Ref.: Lawrence Visser Toeschouwers: 0   | KV Mechelen                                                                                | 2 – 3                                                       | Beerschot                                                              | Vanhamel Mboko (81' Sanyang), Frans, Van den Bergh, Vorogovski (86' Van den Buijs) Sanusi, Coulibaly, Pietermaat, Holzhauser Suzuki, Tissoudali (74' Eleke)                                      | 18' Coulibaly 42' Pietermaat                                                 |
| 29 november 2020 13:30 AFAS-stadion Achter de Kazerne Mechelen Ref.: Lawrence Visser Toeschouwers: 0   | Frans 21' (e.d.) Mboko 44' (e.d.)                                                          | 0 – 1 1 – 1 2 – 1 2 – 2 2 – 3                               | 13' Tissoudali 69' Van den Bergh 80' Coulibaly                         | Vanhamel Mboko (81' Sanyang), Frans, Van den Bergh, Vorogovski (86' Van den Buijs) Sanusi, Coulibaly, Pietermaat, Holzhauser Suzuki, Tissoudali (74' Eleke)                                      | 18' Coulibaly 42' Pietermaat                                                 |
| 6 december 2020 16:00 Olympisch Stadion Antwerpen Ref.: Jonathan Lardot Toeschouwers: 0                | Beerschot                                                                                  | 0 – 1                                                       | KAS Eupen                                                              | Vanhamel Mboko (85' Eleke), Frans, Van den Bergh, Vorogovski (46' Bourdin) Sanusi (76' Sanyang), Coulibaly, Pietermaat, Holzhauser Suzuki, Tissoudali                                            | 40' Mboko 41' Vorogovski 86' Bourdin                                         |
| 6 december 2020 16:00 Olympisch Stadion Antwerpen Ref.: Jonathan Lardot Toeschouwers: 0                |                                                                                            | 0 – 1                                                       | 35' Agbadou                                                            | Vanhamel Mboko (85' Eleke), Frans, Van den Bergh, Vorogovski (46' Bourdin) Sanusi (76' Sanyang), Coulibaly, Pietermaat, Holzhauser Suzuki, Tissoudali                                            | 40' Mboko 41' Vorogovski 86' Bourdin                                         |
| 12 december 2020 16:15 Le Canonnier Moeskroen Ref.: Bert Put Toeschouwers: 0                           | Excel Moeskroen                                                                            | 3 – 1                                                       | Beerschot                                                              | Vanhamel Mboko (57' Halaïmia), Prychynenko (59' Van den Buijs), Van den Bergh, Bourdin Sanusi, Coulibaly, Pietermaat (61' Sanyang), Holzhauser Suzuki, Eleke                                     | 7' Holzhauser 49' Prychynenko                                                |
| 12 december 2020 16:15 Le Canonnier Moeskroen Ref.: Bert Put Toeschouwers: 0                           | Onana 12' Da Costa 57' Tabekou 76'                                                         | 1 – 0 2 – 0 3 – 0 3 – 1                                     | 82' Holzhauser                                                         | Vanhamel Mboko (57' Halaïmia), Prychynenko (59' Van den Buijs), Van den Bergh, Bourdin Sanusi, Coulibaly, Pietermaat (61' Sanyang), Holzhauser Suzuki, Eleke                                     | 7' Holzhauser 49' Prychynenko                                                |
| 13 januari 2021 18:30 Olympisch Stadion Antwerpen Ref.: Wim Smet Toeschouwers: 0                       | Beerschot                                                                                  | 1 – 1                                                       | Cercle Brugge                                                          | Vanhamel Frans, Bourdin, Van den Bergh Pietermaat, Coulibaly, Holzhauser (90+1' Eleke), Sanusi, Vorogovski (71' Grisez) Sanyang (71' Van den Buijs), Suzuki (78' Noubissi)                       | 14' Vorogovski 89' Sanusi                                                    |
| 13 januari 2021 18:30 Olympisch Stadion Antwerpen Ref.: Wim Smet Toeschouwers: 0                       | Suzuki 22'                                                                                 | 1 – 0 1 – 1                                                 | 89' Musaba                                                             | Vanhamel Frans, Bourdin, Van den Bergh Pietermaat, Coulibaly, Holzhauser (90+1' Eleke), Sanusi, Vorogovski (71' Grisez) Sanyang (71' Van den Buijs), Suzuki (78' Noubissi)                       | 14' Vorogovski 89' Sanusi                                                    |
| Terugronde                                                                                             |                                                                                            |                                                             |                                                                        | |                                                                              |
| 30 december 2020 20:45 Stayen Sint-Truiden Ref.: Christof Dierick Toeschouwers: 0                      | STVV                                                                                       | 1 – 0                                                       | Beerschot                                                              | Vanhamel Frans, Van den Buijs, Van den Bergh, Vorogovski (88' Eleke) Sanusi, Coulibaly, Pietermaat (55' Noubissi), Bourdin (71' Sanyang) Suzuki, Holzhauser                                      |                                                                              |
| 30 december 2020 20:45 Stayen Sint-Truiden Ref.: Christof Dierick Toeschouwers: 0                      | Suzuki 41'                                                                                 | 1 – 0                                                       |                                                                        | Vanhamel Frans, Van den Buijs, Van den Bergh, Vorogovski (88' Eleke) Sanusi, Coulibaly, Pietermaat (55' Noubissi), Bourdin (71' Sanyang) Suzuki, Holzhauser                                      |                                                                              |
| 27 december 2020 18:15 Lotto Park Anderlecht Ref.: Nicolas Laforge Toeschouwers: 0                     | Anderlecht                                                                                 | 2 – 0                                                       | Beerschot                                                              | Vanhamel Prychynenko, Van den Bergh, Van den Buijs (66' Eleke) Halaïmia (46' Mboko), Coulibaly, Holzhauser (81' Sanyang), Pietermaat, Vorogovski (66' Bourdin) Suzuki, Tissoudali (16' Noubissi) | 28' Prychynenko 69' Coulibaly 90+1' Bourdin 90+1' Eleke                      |
| 27 december 2020 18:15 Lotto Park Anderlecht Ref.: Nicolas Laforge Toeschouwers: 0                     | Nmecha 32' (pen.) Mukairu 71'                                                              | 1 – 0 2 – 0                                                 |                                                                        | Vanhamel Prychynenko, Van den Bergh, Van den Buijs (66' Eleke) Halaïmia (46' Mboko), Coulibaly, Holzhauser (81' Sanyang), Pietermaat, Vorogovski (66' Bourdin) Suzuki, Tissoudali (16' Noubissi) | 28' Prychynenko 69' Coulibaly 90+1' Bourdin 90+1' Eleke                      |
| 17 januari 2021 18:15 Olympisch Stadion Antwerpen Ref.: Lothar D'hondt Toeschouwers: 0                 | Beerschot                                                                                  | 0 – 3                                                       | Club Brugge                                                            | Vanhamel Frans, Van den Bergh, Van den Buijs Halaïmia (63' Dom), Coulibaly (88' Broadbent), Holzhauser, Pietermaat (77' Eleke), Vorogovski (46' Noubissi) Suzuki, Sanyang (63' Brogno)           | 43' Van den Buijs 66' Coulibaly 67' Van den Bergh                            |
| 17 januari 2021 18:15 Olympisch Stadion Antwerpen Ref.: Lothar D'hondt Toeschouwers: 0                 |                                                                                            | 0 – 1 0 – 2 0 – 3                                           | 15' Dost 19' Kossounou 82' Lang                                        | Vanhamel Frans, Van den Bergh, Van den Buijs Halaïmia (63' Dom), Coulibaly (88' Broadbent), Holzhauser, Pietermaat (77' Eleke), Vorogovski (46' Noubissi) Suzuki, Sanyang (63' Brogno)           | 43' Van den Buijs 66' Coulibaly 67' Van den Bergh                            |
| 24 januari 2021 16:00 Regenboogstadion Waregem Ref.: Christof Dierick Toeschouwers: 0                  | Zulte Waregem                                                                              | 0 – 3                                                       | Beerschot                                                              | Vanhamel Prychynenko, Frans, Van den Bergh Dom, Pietermaat, Sanusi, Coulibaly, Bourdin Holzhauser (81' Tissoudali), Noubissi (42' Suzuki (86' Brogno))                                           |                                                                              |
| 24 januari 2021 16:00 Regenboogstadion Waregem Ref.: Christof Dierick Toeschouwers: 0                  |                                                                                            | 0 – 1 0 – 2 0 – 3                                           | 54' Van den Bergh 75' Dom 90+1' (pen.) Prychynenko                     | Vanhamel Prychynenko, Frans, Van den Bergh Dom, Pietermaat, Sanusi, Coulibaly, Bourdin Holzhauser (81' Tissoudali), Noubissi (42' Suzuki (86' Brogno))                                           |                                                                              |
| 27 januari 2021 18:45 Olympisch Stadion Antwerpen Ref.: Jan Boterberg Toeschouwers: 0                  | Beerschot                                                                                  | 0 – 0                                                       | KV Kortrijk                                                            | Vanhamel Prychynenko, Frans, Van den Bergh Dom, Pietermaat, Sanusi, Coulibaly, Bourdin (75' Vorogovski) Holzhauser (83' Brogno), Eleke (62' Tissoudali)                                          | 13' Prychynenko                                                              |
| 27 januari 2021 18:45 Olympisch Stadion Antwerpen Ref.: Jan Boterberg Toeschouwers: 0                  |                                                                                            |                                                             |                                                                        | Vanhamel Prychynenko, Frans, Van den Bergh Dom, Pietermaat, Sanusi, Coulibaly, Bourdin (75' Vorogovski) Holzhauser (83' Brogno), Eleke (62' Tissoudali)                                          | 13' Prychynenko                                                              |
| 30 januari 2021 18:30 King Power at Den Dreef Stadion Heverlee Ref.: Bert Put Toeschouwers: 0          | OH Leuven                                                                                  | 0 – 1                                                       | Beerschot                                                              | Vanhamel Prychynenko, Frans, Van den Bergh Dom (45+1' Halaïmia), Pietermaat, Holzhauser, Sanusi, Bourdin Suzuki (74' Sanyang), Tissoudali (84' Coulibaly)                                        | 41' Pietermaat 71' Prychynenko                                               |
| 30 januari 2021 18:30 King Power at Den Dreef Stadion Heverlee Ref.: Bert Put Toeschouwers: 0          |                                                                                            | 0 – 1                                                       | 74' Tissoudali                                                         | Vanhamel Prychynenko, Frans, Van den Bergh Dom (45+1' Halaïmia), Pietermaat, Holzhauser, Sanusi, Bourdin Suzuki (74' Sanyang), Tissoudali (84' Coulibaly)                                        | 41' Pietermaat 71' Prychynenko                                               |
| 7 februari 2021 13:30 Olympisch Stadion Antwerpen Ref.: Jonathan Lardot Toeschouwers: 0                | Beerschot                                                                                  | 1 – 2                                                       | Antwerp                                                                | Vanhamel Radić (90+2' Mukuna-Trouet), Frans, Van den Bergh Dom (90' Halaïmia), Pietermaat, Holzhauser, Sanusi, Bourdin Suzuki, Sanyang (74' Eleke)                                               | 21' Pietermaat 39' Van den Bergh 69' Sanyang 77' Bourdin                     |
| 7 februari 2021 13:30 Olympisch Stadion Antwerpen Ref.: Jonathan Lardot Toeschouwers: 0                | Frans 89'                                                                                  | 0 – 1 0 – 2                                                 | 84' Lamkel Zé 87' Gerkens                                              | Vanhamel Radić (90+2' Mukuna-Trouet), Frans, Van den Bergh Dom (90' Halaïmia), Pietermaat, Holzhauser, Sanusi, Bourdin Suzuki, Sanyang (74' Eleke)                                               | 21' Pietermaat 39' Van den Bergh 69' Sanyang 77' Bourdin                     |
| 20 januari 2021 18:45 Kehrwegstadion Eupen Ref.: Jonathan Lardot Toeschouwers: 0                       | KAS Eupen                                                                                  | 3 – 1                                                       | Beerschot                                                              | Vanhamel Halaïmia (62' Dom), Frans, Van den Bergh, Van den Buijs Sanusi, Holzhauser, Pietermaat (78' Eleke) Sanyang (62' Brogno), Suzuki (78' Coulibaly), Noubissi (83' Bourdin)                 | 71' Brogno 80' Van den Buijs 90+1' Eleke                                     |
| 20 januari 2021 18:45 Kehrwegstadion Eupen Ref.: Jonathan Lardot Toeschouwers: 0                       | Prevljak 10' N'Dri 40' Koch 54'                                                            | 0 – 1 1 – 1 2 – 1 3 – 1                                     | 2' Noubissi                                                            | Vanhamel Halaïmia (62' Dom), Frans, Van den Bergh, Van den Buijs Sanusi, Holzhauser, Pietermaat (78' Eleke) Sanyang (62' Brogno), Suzuki (78' Coulibaly), Noubissi (83' Bourdin)                 | 71' Brogno 80' Van den Buijs 90+1' Eleke                                     |
| 14 februari 2021 16:00 Olympisch Stadion Antwerpen Ref.: Nathan Verboomen Toeschouwers: 0              | Beerschot                                                                                  | 1 – 2                                                       | KV Mechelen                                                            | Vanhamel Radić, Frans, Van den Bergh Dom, Sanusi, Holzhauser (61' Eleke), Coulibaly, Bourdin Suzuki, Brogno (87' Broadbent)                                                                      | 34' Radić 81' Brogno                                                         |
| 14 februari 2021 16:00 Olympisch Stadion Antwerpen Ref.: Nathan Verboomen Toeschouwers: 0              | Holzhauser 52' (pen.)                                                                      | 1 – 0 1 – 1 1 – 2                                           | 90' Walsh 90+4' Druijf                                                 | Vanhamel Radić, Frans, Van den Bergh Dom, Sanusi, Holzhauser (61' Eleke), Coulibaly, Bourdin Suzuki, Brogno (87' Broadbent)                                                                      | 34' Radić 81' Brogno                                                         |
| 21 februari 2021 18:15 Luminus Arena Genk Ref.: Bert Put Toeschouwers: 0                               | KRC Genk                                                                                   | 1 – 2                                                       | Beerschot                                                              | Vanhamel Radić, Frans, Van den Bergh Dom, Sanusi, Holzhauser, Pietermaat, Bourdin (88' Vorogovski) Suzuki (90+3' Prychynenko), Brogno (78' Coulibaly)                                            | 14' Radić 59' Sanusi 89' Pietermaat                                          |
| 21 februari 2021 18:15 Luminus Arena Genk Ref.: Bert Put Toeschouwers: 0                               | Hrošovský 90+3'                                                                            | 0 – 1 0 – 2 1 – 2                                           | 65' Van den Bergh 82' (pen.) Holzhauser                                | Vanhamel Radić, Frans, Van den Bergh Dom, Sanusi, Holzhauser, Pietermaat, Bourdin (88' Vorogovski) Suzuki (90+3' Prychynenko), Brogno (78' Coulibaly)                                            | 14' Radić 59' Sanusi 89' Pietermaat                                          |
| 28 februari 2021 16:00 Olympisch Stadion Antwerpen Ref.: Jasper Vergoote Toeschouwers: 0               | Beerschot                                                                                  | 2 – 2                                                       | Excel Moeskroen                                                        | Vanhamel Radić, Frans (55' Coulibaly), Van den Bergh Dom (82' Halaïmia), Sanusi (64' Eleke), Holzhauser, Pietermaat, Bourdin Suzuki, Brogno (64' Sanyang)                                        | 80' Pietermaat 90+6' Van den Bergh                                           |
| 28 februari 2021 16:00 Olympisch Stadion Antwerpen Ref.: Jasper Vergoote Toeschouwers: 0               | Eleke 86' Radić 90+4'                                                                      | 0 – 1 0 – 2 1 – 2 2 – 2                                     | 26' Onana 71' Tabekou                                                  | Vanhamel Radić, Frans (55' Coulibaly), Van den Bergh Dom (82' Halaïmia), Sanusi (64' Eleke), Holzhauser, Pietermaat, Bourdin Suzuki, Brogno (64' Sanyang)                                        | 80' Pietermaat 90+6' Van den Bergh                                           |
| 6 maart 2021 18:30 Freethielstadion Beveren Ref.: Erik Lambrechts Toeschouwers: 0                      | Waasland-Beveren                                                                           | 1 – 2                                                       | Beerschot                                                              | Vanhamel Prychynenko, Frans, Radić Dom, Sanusi, Holzhauser, Pietermaat (30' Coulibaly), Bourdin (22' Vorogovski) Eleke (81' Mukuna-Trouet), Brogno (81' Halaïmia)                                | 80' Brogno 90+2' Radić                                                       |
| 6 maart 2021 18:30 Freethielstadion Beveren Ref.: Erik Lambrechts Toeschouwers: 0                      | Heymans 8'                                                                                 | 1 – 0 1 – 1 1 – 2                                           | 34' Dom 73' Holzhauser                                                 | Vanhamel Prychynenko, Frans, Radić Dom, Sanusi, Holzhauser, Pietermaat (30' Coulibaly), Bourdin (22' Vorogovski) Eleke (81' Mukuna-Trouet), Brogno (81' Halaïmia)                                | 80' Brogno 90+2' Radić                                                       |
| 10 januari 2021 16:00 Olympisch Stadion Antwerpen Ref.: Lawrence Visser Toeschouwers: 0                | Beerschot                                                                                  | 1 – 1                                                       | AA Gent                                                                | Vanhamel Frans, Bourdin, Van den Bergh Pietermaat, Coulibaly, Holzhauser (90+1' Van den Buijs), Sanusi, Vorogovski Sanyang (88' Mukuna-Trouet), Suzuki (64' Noubissi)                            | 42' Frans 49' Suzuki 90' Vorogovski 90+1' Van den Bergh                      |
| 10 januari 2021 16:00 Olympisch Stadion Antwerpen Ref.: Lawrence Visser Toeschouwers: 0                | Coulibaly 23'                                                                              | 1 – 0 1 – 1                                                 | 42' (pen.) Kums                                                        | Vanhamel Frans, Bourdin, Van den Bergh Pietermaat, Coulibaly, Holzhauser (90+1' Van den Buijs), Sanusi, Vorogovski Sanyang (88' Mukuna-Trouet), Suzuki (64' Noubissi)                            | 42' Frans 49' Suzuki 90' Vorogovski 90+1' Van den Bergh                      |
| 7 april 2021(1) 19:00 Olympisch Stadion Antwerpen Ref.: Jonathan Lardot Toeschouwers: 0                | Beerschot                                                                                  | 2 – 1                                                       | Charleroi                                                              | Vanhamel Radić, Frans, Van den Bergh Dom, Sanusi, Holzhauser (90+5' Prychynenko), Pietermaat, Sanyang (46' Bakkali) Suzuki (77' Eleke), Brogno (90+5' Bourdin)                                   | 90+4' Holzhauser 90+7' Van den Bergh                                         |
| 7 april 2021(1) 19:00 Olympisch Stadion Antwerpen Ref.: Jonathan Lardot Toeschouwers: 0                | Holzhauser 34' (pen.) Holzhauser 90+4' (pen.)                                              | 1 – 0 1 – 1 2 – 1                                           | 70' Nicholson                                                          | Vanhamel Radić, Frans, Van den Bergh Dom, Sanusi, Holzhauser (90+5' Prychynenko), Pietermaat, Sanyang (46' Bakkali) Suzuki (77' Eleke), Brogno (90+5' Bourdin)                                   | 90+4' Holzhauser 90+7' Van den Bergh                                         |
| 4 april 2021 13:30 Jan Breydelstadion Brugge Ref.: Bram Van Driessche Toeschouwers: 0                  | Cercle Brugge                                                                              | 2 – 1                                                       | Beerschot                                                              | Vanhamel Radić, Frans (46' Bourdin), Van den Bergh Dom, Sanusi, Holzhauser, Pietermaat (81' Eleke), Vorogovski (46' Sanyang) Suzuki, Brogno (65' Bakkali)                                        | 33' Sanusi                                                                   |
| 4 april 2021 13:30 Jan Breydelstadion Brugge Ref.: Bram Van Driessche Toeschouwers: 0                  | Biancone 18' Ugbo 34' (pen.)                                                               | 1 – 0 2 – 0 2 – 1                                           | 51' Van den Bergh                                                      | Vanhamel Radić, Frans (46' Bourdin), Van den Bergh Dom, Sanusi, Holzhauser, Pietermaat (81' Eleke), Vorogovski (46' Sanyang) Suzuki, Brogno (65' Bakkali)                                        | 33' Sanusi                                                                   |
| 11 april 2021 20:45 Olympisch Stadion Antwerpen Ref.: Nicolas Laforge Toeschouwers: 0                  | Beerschot                                                                                  | 1 – 2                                                       | KV Oostende                                                            | Vanhamel Radić (88' Mukuna-Trouet), Frans, Van den Bergh (71' Prychynenko) Dom, Sanusi, Holzhauser, Pietermaat, Bourdin Eleke, Brogno (71' Bakkali)                                              | 63' Brogno                                                                   |
| 11 april 2021 20:45 Olympisch Stadion Antwerpen Ref.: Nicolas Laforge Toeschouwers: 0                  | Brogno 23'                                                                                 | 1 – 0 1 – 1 1 – 2                                           | 81' Kvasina 84' Bataille                                               | Vanhamel Radić (88' Mukuna-Trouet), Frans, Van den Bergh (71' Prychynenko) Dom, Sanusi, Holzhauser, Pietermaat, Bourdin Eleke, Brogno (71' Bakkali)                                              | 63' Brogno                                                                   |
| 18 april 2021 18:00 Maurice Dufrasnestadion Luik Ref.: Erik Lambrechts Toeschouwers: 0                 | Standard Luik                                                                              | 3 – 0                                                       | Beerschot                                                              | Vanhamel Radić (72' Bourdin), Frans, Van den Bergh Dom, Sanusi, Holzhauser, Pietermaat (87' Prychynenko), Brogno (72' Vorogovski) Eleke, Bakkali (66' Mukuna-Trouet)                             | 23' Pietermaat 90+5' Dom                                                     |
| 18 april 2021 18:00 Maurice Dufrasnestadion Luik Ref.: Erik Lambrechts Toeschouwers: 0                 | Klauss 45' Amallah 60' (pen.) Muleka 86'                                                   | 1 – 0 2 – 0 3 – 0                                           |                                                                        | Vanhamel Radić (72' Bourdin), Frans, Van den Bergh Dom, Sanusi, Holzhauser, Pietermaat (87' Prychynenko), Brogno (72' Vorogovski) Eleke, Bakkali (66' Mukuna-Trouet)                             | 23' Pietermaat 90+5' Dom                                                     |

(1): Deze wedstrijd stond oorspronkelijk gepland op 20 maart, maar werd uitgesteld wegens te veel positieve coronatesten bij Charleroi.

#### Overzicht
| Speeldag  | 1 | 2 | 3 | 4 | 5  | 6  | 7  | 8  | 9  | 10 | 11 | 12 | 13 | 14 | 15 | 16 | 17 | 18 | 19 | 20 | 21 | 22 | 23 | 24 | 25 | 26 | 27 | 28 | 29 | 30 | 31 | 32 | 33 | 34 |
| --------- | - | - | - | - | -- | -- | -- | -- | -- | -- | -- | -- | -- | -- | -- | -- | -- | -- | -- | -- | -- | -- | -- | -- | -- | -- | -- | -- | -- | -- | -- | -- | -- | -- |
| Resultaat | w | w | w | v | w  | v  | w  | v  | w  | v  | w  | g  | w  | w  | v  | v  | g  | v  | v  | v  | w  | g  | w  | v  | v  | v  | w  | g  | w  | g  | w  | v  | v  | v  |
| Punten    | 3 | 6 | 9 | 9 | 12 | 12 | 15 | 15 | 18 | 18 | 21 | 22 | 25 | 28 | 28 | 28 | 30 | 28 | 28 | 30 | 33 | 34 | 37 | 37 | 30 | 37 | 40 | 41 | 44 | 29 | 47 | 44 | 47 | 47 |
| Positie   | 3 | 1 | 1 | 3 | 2  | 4  | 3  | 4  | 3  | 4  | 2  | 3  | 2  | 1  | 3  | 3  | 7  | 7  | 7  | 10 | 9  | 9  | 7  | 8  | 10 | 10 | 6  | 8  | 6  | 7  | 6  | 8  | 6  | 9  |

#### Klassement
| Pos | Team               | Wed | W  | G  | V  | Ptn | DV | DT | +/− |      |
| --- | ------------------ | --- | -- | -- | -- | --- | -- | -- | --- | ---- |
| 1   | Club Brugge        | 34  | 24 | 4  | 6  | 76  | 73 | 26 | +47 | PO 1 |
| 2   | Antwerp FC         | 34  | 18 | 6  | 10 | 60  | 57 | 48 | +9  | PO 1 |
| 3   | RSC Anderlecht     | 34  | 15 | 13 | 6  | 58  | 51 | 34 | +17 | PO 1 |
| 4   | KRC Genk           | 34  | 16 | 8  | 10 | 56  | 67 | 48 | +19 | PO 1 |
| 5   | KV Oostende        | 34  | 15 | 8  | 11 | 53  | 49 | 41 | +8  | PO 2 |
| 6   | Standard Luik      | 34  | 13 | 11 | 10 | 50  | 52 | 41 | +11 | PO 2 |
| 7   | KAA Gent           | 34  | 14 | 7  | 13 | 49  | 55 | 42 | +13 | PO 2 |
| 8   | KV Mechelen        | 34  | 13 | 9  | 12 | 48  | 54 | 54 | 0   | PO 2 |
| 9   | Beerschot VA       | 34  | 14 | 5  | 15 | 47  | 58 | 64 | −6  |      |
| 10  | SV Zulte Waregem   | 34  | 14 | 4  | 16 | 46  | 53 | 69 | −16 |      |
| 11  | OH Leuven          | 34  | 12 | 9  | 13 | 45  | 54 | 59 | −5  |      |
| 12  | KAS Eupen          | 34  | 10 | 13 | 11 | 43  | 44 | 55 | −11 |      |
| 13  | Sporting Charleroi | 34  | 11 | 9  | 14 | 42  | 46 | 49 | −3  |      |
| 14  | KV Kortrijk        | 34  | 11 | 6  | 17 | 39  | 44 | 57 | −13 |      |
| 15  | STVV               | 34  | 10 | 8  | 16 | 38  | 41 | 52 | −11 |      |
| 16  | Cercle Brugge      | 34  | 11 | 3  | 20 | 36  | 40 | 51 | −11 |      |
| 17  | Waasland-Beveren   | 34  | 8  | 7  | 19 | 31  | 44 | 70 | −26 |      |
| 18  | Excel Moeskroen    | 34  | 7  | 10 | 17 | 31  | 32 | 54 | −22 |      |

PO 1: Champions play-off, PO 2: Europa League play-off, : Testwedstrijden voor degradatie tegen tweede uit eerste klasse B, : Degradeert na dit seizoen naar eerste klasse B

## Beker van België
| Beker van België                                                                         |                        |               |             | |                                   |
| Wedstrijddetails                                                                         | Thuisploeg             | Uitslag       | Uitploeg    | Opstelling | Kaarten                           |
| 1/16e finale                                                                             |                        |               |             | |                                   |
| 2 februari 2021 18:00 Armand Melisstadion Dessel                                         | Dessel Sport (1e nat.) | 0 – 5 (regl.) | Beerschot   | |                                   |
| 2 februari 2021 18:00 Armand Melisstadion Dessel                                         |                        |               |             | |                                   |
| Achtste finale                                                                           |                        |               |             | |                                   |
| 11 februari 2021 18:00 Olympisch Stadion Antwerpen Ref.: Kevin Van Damme Toeschouwers: 0 | Beerschot              | 0 – 1         | KV Mechelen | Vanhamel Prychynenko (81' Radić), Frans, Van den Bergh Halaïmia (81' Sanyang), Sanusi, Pietermaat (64' Suzuki), Coulibaly, Vorogovski (58' Bourdin) Eleke, Holzhauser | 22' Van den Bergh 54' Prychynenko |
| 11 februari 2021 18:00 Olympisch Stadion Antwerpen Ref.: Kevin Van Damme Toeschouwers: 0 |                        | 0 – 1         | 41' Schoofs | Vanhamel Prychynenko (81' Radić), Frans, Van den Bergh Halaïmia (81' Sanyang), Sanusi, Pietermaat (64' Suzuki), Coulibaly, Vorogovski (58' Bourdin) Eleke, Holzhauser | 22' Van den Bergh 54' Prychynenko |